# La Voz de Alemania

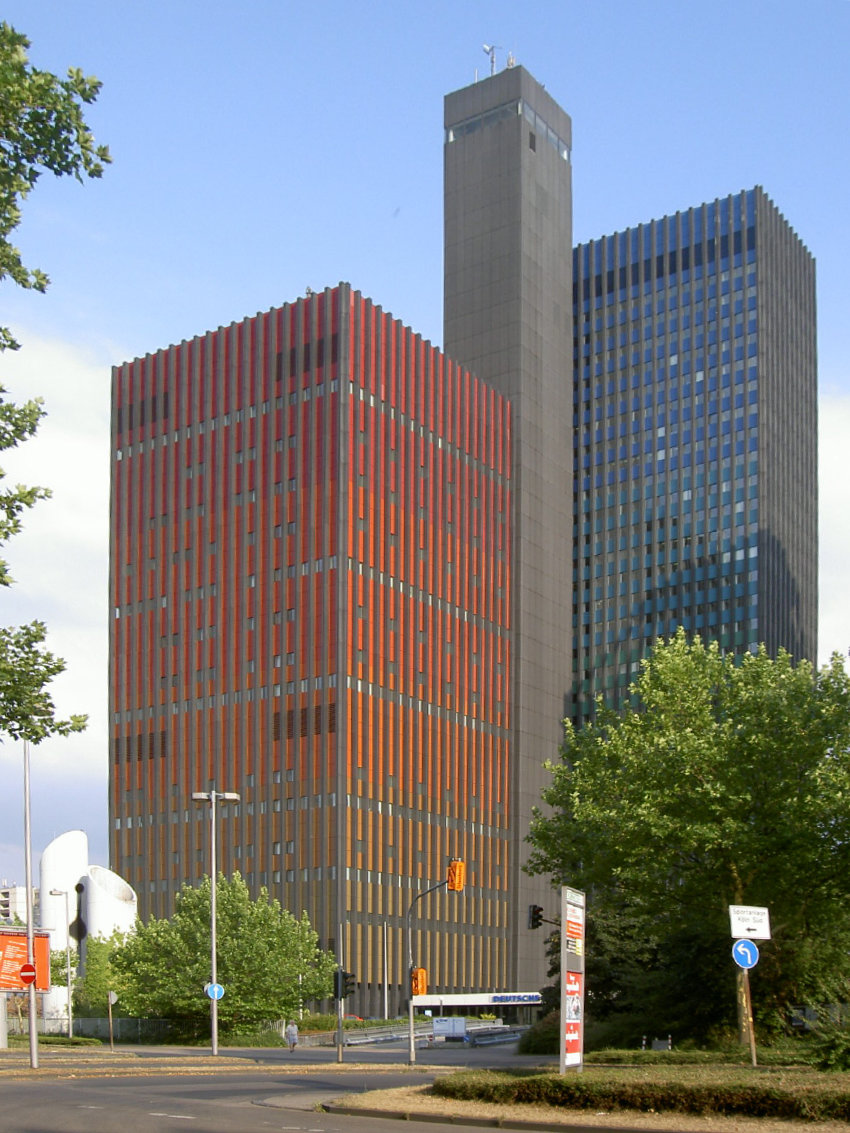
Sede de La Voz de Alemania en Colonia.

La Voz de Alemania, también conocida como Radio Deutsche Welle, fue un servicio de radio internacional en español producido por la radiodifusora alemana Deutsche Welle entre 1954 y 1999. Tenía su sede en Colonia. La señal de intervalo era un sonido que interpretaba parte de la ópera Fidelio de Beethoven.

## Historia
Se inició el 3 de octubre de 1954 con un noticiero de 5 minutos en español para América. En marzo de 1960, se amplió el noticiero para pasar a ser un programa radial regular. Cuatro años después, La Voz de Alemania empezó sus transmisiones en España.
El 31 de diciembre de 1999, fue la última emisión de La Voz de Alemania. La dirección de Deutsche Welle había decidido cerrarla a fin de enfrentar un recorte en el presupuesto de Deutsche Welle hecho por el gobierno alemán. Algunos de los miembros de la redacción española de la La Voz de Alemania fueron jubilados; mientras que otros fueron asignados a nuevos cargos dentro de la empresa. 

## Recepción
Desde 1954 y hasta su clausura, La Voz de Alemania se difundía a través de la onda corta. En los años 90 del siglo pasado, La Voz de Alemania usó satélites para su emisión hacia América y España. Deutsche Welle tuvo convenios con varias estaciones de radio en Hispanoamérica para la retransmisión de los programas. Para 1999, el Servicio de Transcripciones en español de Deutsche Welle había enviado programas, en casetes o vía satélite, a 370 emisoras afiliadas en América Latina. En julio de 1996, los programas de La Voz de Alemania comenzaron a estar disponibles en Real Audio en su sitio web.

## Redacción de lengua española
El equipo de planta de la redacción en Colonia estaba conformado por periodistas de América Latina y España. Para 1999 se encontraban:
- Dr. Ovidio García-Prada (Jefe de Redacción)
- Dr. Julio Aramayo
- Ricardo Bada
- Carl Cullas
- Mirjam Gehrke
- Claudia Herrera
- Miguel Hirsch
- Carlos Lazcano
- Héctor Medellín
- Alberto Muncker
- Emilia Rojas
- Máximo Stürckow
- Susana Bergers-Rose (Secretaría)

También había colaboradores permanentes residentes en Alemania y corresponsales en varias ciudades del mundo.

## Programación
Entre 1995 y 1999, la programación consistió en dos bloques: Buenos Días, América y Saludos, América. Buenos Días, América se transmitía de lunes a domingo desde las 11:00 hasta las 11:30 UTC; con repetición desde las 13:00 hasta las 13:30 UTC. Buenos Días, América consistía en noticias, análisis y lectura de la prensa europea. Los prresentadores eran Ricardo Bada, Carl Cullas, Mirjam Gehrke, Claudia Herrera, Carlos Lazcano, Alberto Muncker y Emilia Rojas.
Saludos, América se emitía de lunes a domingo desde las 23:00 hasta la 23:50 UTC. Saludos, América se repetía desde las 00:00 hasta las 00:50 UTC y desde las 02:00 hasta las 02:50 UTC. En Saludos, América salían los siguientes programas.
- Alemán, ¿por qué no? Aprenda alemán con la Deutsche Welle:[8] curso radiofónico para aprender la lengua alemana. Emitido los sábados.
- Artes y letras:[9] emitido los lunes y jueves. Presentador: Julio Aramayo.
- Atalaya: emitido los martes. Presentador: Carl Cullas.[5]
- Ciencia y Tecnología: emitido los viernes. Presentador: Mirjam Gehrke.[5]
- De nuestro archivo:[10] comentarios y grabaciones sobre diversos escritores. Presentador: Ricardo Bada. Emitido los sábados.
- Desde Europa con Melodías: programa de orquestas de música clásica. Emitido los sábados.
- De viaje: programa sobre la industria turística alemana. Emitido los miércoles.
- Deporte: emitido los miércoles (posteriormente fue movido al lunes). Además había un micro de deportes (de cinco minutos) el sábado y el domingo.
- Ecología:[11] emitido los miércoles. Presentador: Miguel Hirsch.
- Empresas y Ferias:[12]  emitido los martes. Presentador: Máximo Stürckow.
- La Semana Económica:[13] noticias del ámbito económico. Emitido los viernes.
- Mundo de Música Clásica:[14] emitido los martes. Presentador: Héctor Medellín.
- Música Tradicional:[15] programa de música tradicional alemana. Emitido los miércoles.
- Novedades en compacto:[16] programa sobre estilos y tendencias musicales actuales en el mercado alemán. Emitido los lunes.
- Panorama Político:[17] emitido los sábados. Presentador: Emilia Rojas.
- Pop sin fronteras:[18] programa sobre las canciones y artistas más escuchados en Europa. Emitido los viernes. Presentador: Mirjam Gehrke y Gabriel González.
- Puente internacional de la amistad:[19] lectura de la correspondencia de los oyentes. Presentador: Alberto Muncker (primera etapa); Miguel Hirsch (segunda etapa). Emitido los sábados.
- Religión y sociedad:[20] emitido los domingos. Presentador: Julio Aramayo.
- Ritmo peligroso:[21] música de la escena pop rock alemana. Emitido los jueves. Presentador: Ricardo von Beck y Gabriel González.